# Лудвиг Христоф фон Золмс-Лих
Лудвиг Христоф фон Золмс-Лих (на немски: Ludwig Christoph zu Solms-Lich; * 6 октомври 1618 в Лих; † 27 септември 1650 в Лих) е граф на Золмс-Лих.
Той е най-малкият син на граф Ернст II фон Золмс-Лих (* 6 юли 1563; † 24 август 1619) и съпругата му графиня Анна фон Мансфелд (* 30 август 1580; † 7 август 1620), дъщеря на граф Бруно II фон Мансфелд-Хинтерорт-Борнщет (1545 – 1615) и графиня Христина фон Барби-Мюлинген (1551 – 1605).
Той е на една година, когато баща му и майка му умират. Брат му Ото Себастиан (1614 – 1632) е убит на 17 години в битката при Молсхайм в Елзас.
Лудвиг Христоф умира на 27 септември 1650 г. в Лих на 31 години и е погребан там.

## Фамилия
Лудвиг Христоф се жени на 1 април 1641 г. в дворец Дирдорф за Амьона Амалия фон Вид-Нойвид (* 1 февруари 1618; † 12 юли 1680 в Зьодел, погребана в Лих), дъщеря на граф Херман II фон Вид-Нойвид и графиня Юлиана Доротея фон Золмс-Хоензолмс. Те имат децата:
- София Елизабет (1641 – 1642)
- Филип Георг (1643 – 1643)
- Йохана Елизабет (1644 – 1683), омъжена 1670 г. за фрайхер Йохан Адолф фон Валденхайм
- Ернст Август (1645 – 1664), домхер в Страсбург 1660
- Херман Адолф Мориц (1646 – 1718), граф на Золмс-Лих, женен на 7 септември 1675 г. в Рьоделхайм, Франкфурт на Майн, за графиня Анна Мария фон Золмс-Рьоделхайм (1660 – 1715), дъщеря на граф Йохан Август фон Золмс-Рьоделхайм-Асенхайм (1623 – 1680)
- Карл Лудвиг (1648 – 1686)
- 4 деца